# Sjukvårdspartiet i Värmland
Sjukvårdspartiet i Värmland är ett svenskt politiskt parti på regionnivå i Region Värmland. Partiet bildades inför landstingsvalet i Värmlands län 2002. Partiet har varit representerat i Värmlands landstingsfullmäktige sedan 2002, i Säffles kommunfullmäktige sedan 2006 och var representerat i Kristinehamns kommunfullmäktige 2006-2010. Partiet fick även ett mandat i Eda kommun 2022. Partiet använder en solros som symbol. Trots namnet är Sjukvårdspartiet i Värmland inte medlem i förbundspartiet Sjukvårdspartiet.

## Politik
Partiet växte urspungligen fram genom ett missnöje mot nedläggning av sjukhusen i Säffle och Kristinehamn. Partiet förespråkar en decentraliserad modell för vården, och att regionen ska erbjuda alternativmedicin som ett komplement till den evidensbaserade vården.

## Landstingsråd
- 2002-2012 Erik Jansson
- 2012- Marianne Utterdahl[7]

## Valresultat Regionfullmäktige Värmland
| År   | Andel röster | Antal mandat |
| ---- | ------------ | ------------ |
| 2002 | 17,4 %       | 15 (av 81)   |
| 2006 | 7,07 %       | 6 (av 81)    |
| 2010 | 6,44 %       | 5 (av 81)    |
| 2014 | 6,35 %       | 5 (av 81)    |
| 2018 | 7,84 %       | 6 (av 81)    |
| 2022 | 4,12 %       | 3 (av 81)    |

## Valresultat Kommunfullmäktige Säffle
| År   | Andel röster | Antal mandat |
| ---- | ------------ | ------------ |
| 2006 | 11,71 %      | 5 (av 41)    |
| 2010 | 15,05 %      | 6 (av 41)    |
| 2014 | 14,24 %      | 6 (av 41)    |
| 2018 | 8,99 %       | 4 (av 41)    |
| 2022 | 5,58 %       | 2 (av 41)    |

## Valresultat Kommunfullmäktige Eda
| År   | Andel röster | Antal mandat |
| ---- | ------------ | ------------ |
| 2022 | 4,34 %       | 1 (av 35)    |

## Valresultat Kommunfullmäktige Kristinehamn
| År   | Andel röster | Antal mandat |
| ---- | ------------ | ------------ |
| 2006 | 6,14 %       | 3 (av 41)    |